# Huvudperson
En huvudperson eller protagonist är den centrala personen i till exempel en bok eller film, kring vilken verkets handling utspelar sig. Ordet protagonist kommer från grekiskans proto (tidig) och agonistes (tävlare, kämpe) och betecknade ursprungligen den första rollfigur som kom in på scenen.
Huvudpersoner i modern populärkultur drivs vanligen av en god vilja och är berättelsens hjälte. Huvudpersonen är den person som har antagonisten, om en sådan förekommer, som motståndare. Handlingen drivs ofta framåt av att huvudpersonen stöter på hinder av olika slag, varav antagonisten kan vara ett. Det är hos huvudpersonen som den största delen av läsarens sympati och identifikation skall ligga. Det är också vanligt att huvudpersonen är den rollfigur som utvecklas mest under berättelsen, till exempel går från snål till givmild som Ebenezer Scrooge.
Ett verk kan ha flera huvudpersoner. I Margaret Mitchells Borta med vinden är både Scarlett O'Hara och Rhett Butler huvudpersoner.
Efter protagonisten fanns ursprungligen en deuteragonist och en tritagonist. Dessa var de näst viktigaste och tredje viktigaste rollerna i en pjäs. Antagonisten spelades då av tritagonisten och deuteragonisten var protagonistens allierade eller älskade.